# John Wilfred Stanier
Sir John Wilfred Stanier, GCB, MBE (* 6. Oktober 1925 in Hatfield Heath, Sawbridgeworth, Hertfordshire, Essex; † 10. November 2007 in Hartley Wintney, Hampshire) war ein britischer Generalfeldmarschall (Field Marshal), der zuletzt zwischen 1982 und 1985 Chef des Generalstabes der British Army sowie von 1990 bis 1996 Konstabler des Tower war. Er war der erste Chef des Generalstabes, der nicht mehr aktiv am Zweiten Weltkrieg teilnahm.

## Leben

### Militärische Ausbildung und Verwendung als Offizier
Stanier war der einzige Sohn von Harold Allen Stanier und Penelope Rose Price und wurde bereits als Siebenjähriger zur Halbwaise als sein Vater am 23. April 1932 mit nur 34 Jahren an den Folgen seiner schweren Verletzungen aus dem Ersten Weltkrieg verstarb. Nach dem Besuch des Marlborough College begann er ein Studium am Merton College der University of Oxford, ehe er 1946 seinen Militärdienst bei den 7th Queen’s Own Hussars begann. In der Folgezeit war er mit seiner Einheit in Lüneburg stationiert und nahm als Kompaniechef der C-Kompanie an Einsätzen in Norditalien und Hongkong teil. Nach seiner Abschluss seiner Ausbildung am Staff College Camberley wurde er 1957 Militärischer Assistent von Generalleutnant William Henry Stratton, der zwischen 1957 und 1960 Vize-Chef des Imperialen Generalstabes war. 1961 wurde er Mitglied des Order of the British Empire (MBE). Als er Mitte der 1960er Jahre nach verschiedenen anderen Verwendungen zu seiner Enttäuschung nicht Kommandeur der Queen’s Own Hussars wurde, die 1958 aus einem Zusammenschluss der 7th Queen’s Own Hussars mit den 3rd The King’s Own Hussars entstanden waren, beabsichtigte er zunächst den militärischen Dienst zu quittieren, um als Manager für die Reed Paper Company und als verteidigungspolitischer Korrespondent für The Times zu arbeiten. Er sah allerdings von diesen Plänen ab und wurde stattdessen am 1. Januar 1966 als Lieutenant-Colonel Kommandeur der Royal Scots Greys (2nd Dragoons).
Daraufhin wurde Stanier nach einem Besuch des Imperial Defence College 1969 als Brigadier Kommandeur der zur Britischen Rheinarmee gehörenden 20. Panzergrenadierbrigade (20th Armoured Infantry Brigade (The Iron Fist)). Ein Jahr später wechselte er 1970 ins Verteidigungsministerium und war dort Leiter der Abteilung für Öffentlichkeitsarbeit. 1973 löste er Generalmajor Edwin Bramall als Kommandeur (General Officer Commanding) der 1. Division (1st Division) ab und bekleidete diesen Posten bis zu seiner Ablösung durch Generalmajor David Alexander-Sinclair 1975. Er selbst löste daraufhin Generalmajor Hugh Beach als Kommandant des Staff College Camberley ab und übte diese Funktion bis 1978 aus, woraufhin Generalmajor Frank Kitson seine Nachfolge antrat. Für seine Verdienste wurde er am 3. Juni 1978 zum Knight Commander des Order of the Bath (KCB) geschlagen und führte dadurch den Namenszusatz „Sir“.

### Aufstieg zum Field Marshal und Chef des Generalstabes
1978 wurde Generalleutnant Stanier Nachfolger von Generalleutnant William Scotter als Vize-Chef des Generalstabes und bekleidete dieses Amt bis zu seiner Ablösung durch Generalleutnant Thomas Morony 1980. Zugleich war er zwischen 1979 und 1984 Colonel of the Regiment der Royal Scots Dragoon Guards (Carabiniers and Greys). 1981 übernahm er von General Timothy Creasey den Posten als Oberkommandierender der Landstreitkräfte (Commander-in-Chief, UK Land Forces) und verblieb in dieser Verwendung bis 1982, woraufhin abermals General Frank Kitson sein Nachfolger wurde. In dieser Verwendung befasste er sich mit der Organisation des Einsatzes des Heeres im FalklandkriegDaneben war er von 1981 bis 1985 Generaladjutant von Königin Elisabeth II. sowie von 1982 bis 1985 Colonel Commandant des Königlichen Panzerkorps (Royal Armoured Corps). Am 12. Juni 1982 wurde ihm die Würde eines Knight Grand Cross des Order of the Bath (GCB) verliehen.
Zuletzt wurde Stanier 1982 zum Generalfeldmarschall (Field Marshal) ernannt und löste Generalfeldmarschall Edwin Bramall als Chef des Generalstabes der British Army ab. Er war damit der erste Chef des Generalstabes, der nicht mehr aktiv am Zweiten Weltkrieg teilnahm. 1985 schied er nach 39-jähriger Dienstzeit aus dem aktiven Militärdienst aus und wurde als Chef des Generalstabes von Field Marshal Nigel Bagnall abgelöst. Nach seinem Ausscheiden aus dem aktiven Dienst war Stanier zwischen 1986 und 1989 Vorsitzender des Royal United Services Institute, ein unabhängiges Forschungsinstitut in Großbritannien, das sich mit Fragen der nationalen und internationalen Sicherheit befasst. Daneben fungierte er als Nachfolger von Roland Gibbs von 1990 bis zu seiner Ablösung durch Peter Inge 1996 als Konstabler des Tower. 
Aus seiner am 19. November 1955 in der Danbury Parish Church in Essex geschlossenen Ehe mit Cicely Constance Lambert, Tochter des Korvettenkapitäns Denis M. Lambert, gingen vier Töchter hervor.

## Veröffentlichung
- War and the Media, 1997